# 렉터 스트리트역 (IRT 브로드웨이-7번로선)
렉터 스트리트(영어: Rector Street)역은 뉴욕 지하철 IRT 브로드웨이-7번로선의 역이다. 로어맨해튼의 렉터가(Rector Street)와 그리니치가(Greenwich Street)의 교차로에 위치해 있으며, 전시간 1 열차가 운행된다.
이 역은 뉴욕시와 이중 계약(Dual Contracts)의 일부로 인터버러 래피드 트랜짓 컴퍼니에서 지어졌고 1918년 7월 1일에 개장했다. 역의 승강장은 1960년대에 연장되었고, 2001년 9월 11일 테러의 여파로 1년 동안 운행이 중단된 후 보수되었다.

## 역사

### 초기

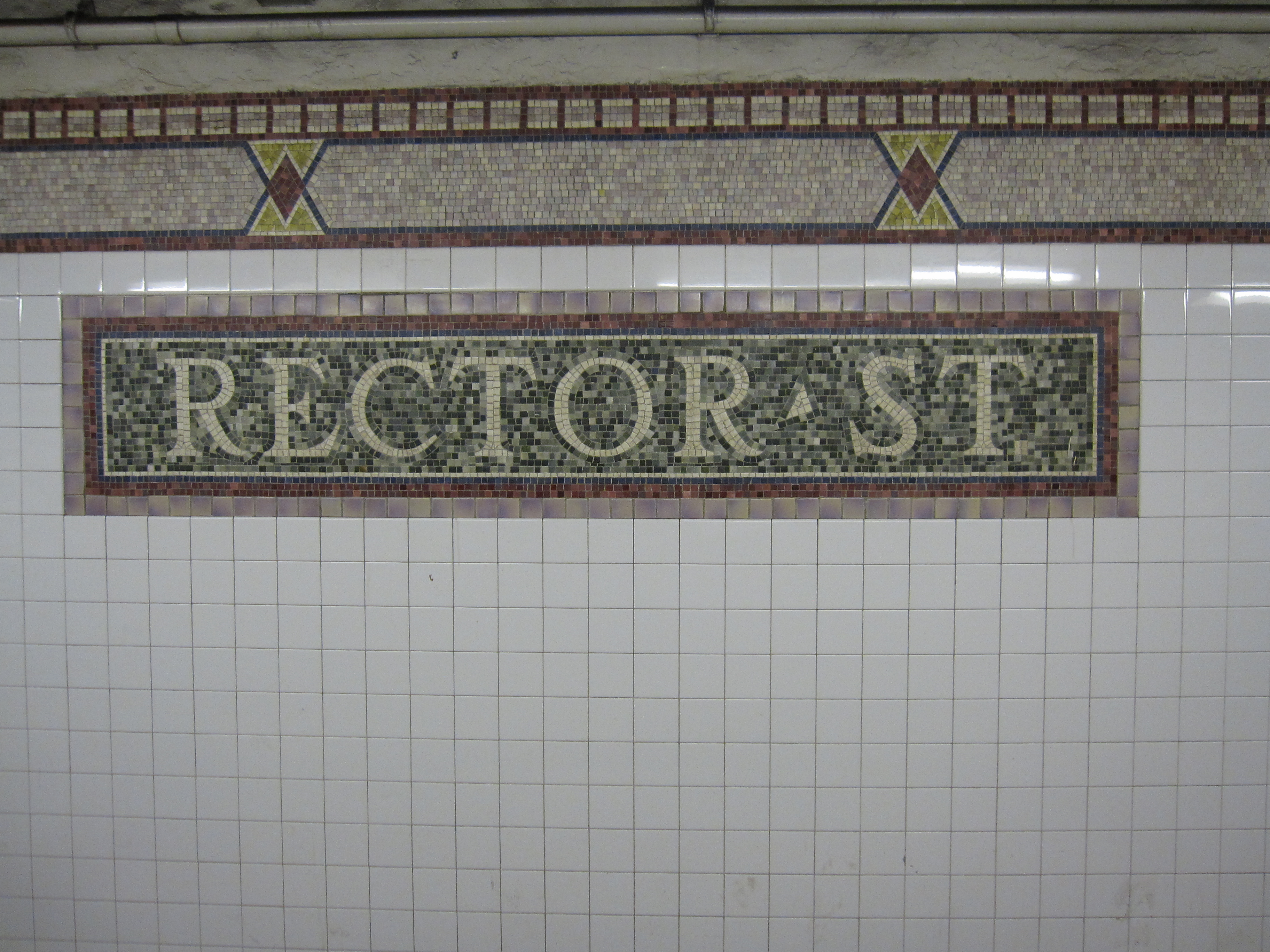
모자이크식 역명판

1913년 3월 19일에 체결된 이중 계약은 뉴욕의 도시철도 노선의 건설 및 복구와 운영을 위한 계약이었다. 계약은 시와 두 개의 개별 민간 회사(인터버러 래피드 트랜짓 컴퍼니, 브루클린 래피드 트랜짓 컴퍼니) 사이에 체결되어 이중 계약의 건설을 가능하게 하기 위해 협력한다는 점에서 "이중(dual)"이었다. 이중 계약은 브루클린에 몇 개의 노선 건설을 약속했다. 계약 4의 일부로 IRT는 맨해튼 서쪽 운행을 위해 7번로, 배릭가, 웨스트브로드웨이를 따라 남쪽으로 내려가는 원래 지하철 노선의 지선을 건설하기로 합의했다.
렉싱턴 애비뉴선의 건설과 함께 이 노선의 건설로 IRT 시스템의 운영을 변화시켰다. 열차가 브로드웨이를 경유하여 42번가로 진입하는 대신에, 파크 애비뉴로 도달하기전에, 42번가 셔틀로 연결되는 두 개의 간선 노선이 생겼다. 시스템은 노선상에서 "Z" 시스템로 표기된 것이 "H" 시스템으로 변경되었다. 간선 하나는 새로운 렉싱턴 애비뉴선을 통해 파크 애비뉴를 따라 이어지고 다른 간선은 브로드웨이까지 새로운 7번로선을 통해 이어진다. 노선이 배릭가와 웨스트 브로드웨이를 따라 계속 이어지기 위해 이 거리를 확장해야 했으며, 두 개의 새로운 거리인 7번로 연장선(Seventh Avenue Extension)과 베릭가 연장선(Varick Street Extension)이 건설되었다. 지하철 연장은 로어웨스트사이드의 성장과 첼시와 그리니치 빌리지와 같은 주거지로 이어질 것으로 예측되었다.
렉터 스트리트는 1918년 7월 1일 34번가-펜역에서 사우스 페리까지 노선이 남쪽으로 연장되면서 개통되었고 셔틀이 운행되었다. 새로운 "H" 시스템은 1918년 8월 1일에 시행되어 브로드웨이-7번로선의 두 반쪽을 연결하고 모든 웨스트 사이드 열차를 타임스퀘어에서 남쪽으로 보냈다. 전환의 즉각적인 결과로 기존 노선대로 이용하기 위해서는 42번가 셔틀을 사용하여 환승해야 한다. "H" 시스템의 완성은 IRT 시스템의 용량을 두 배로 증가시켰다.

### 후기

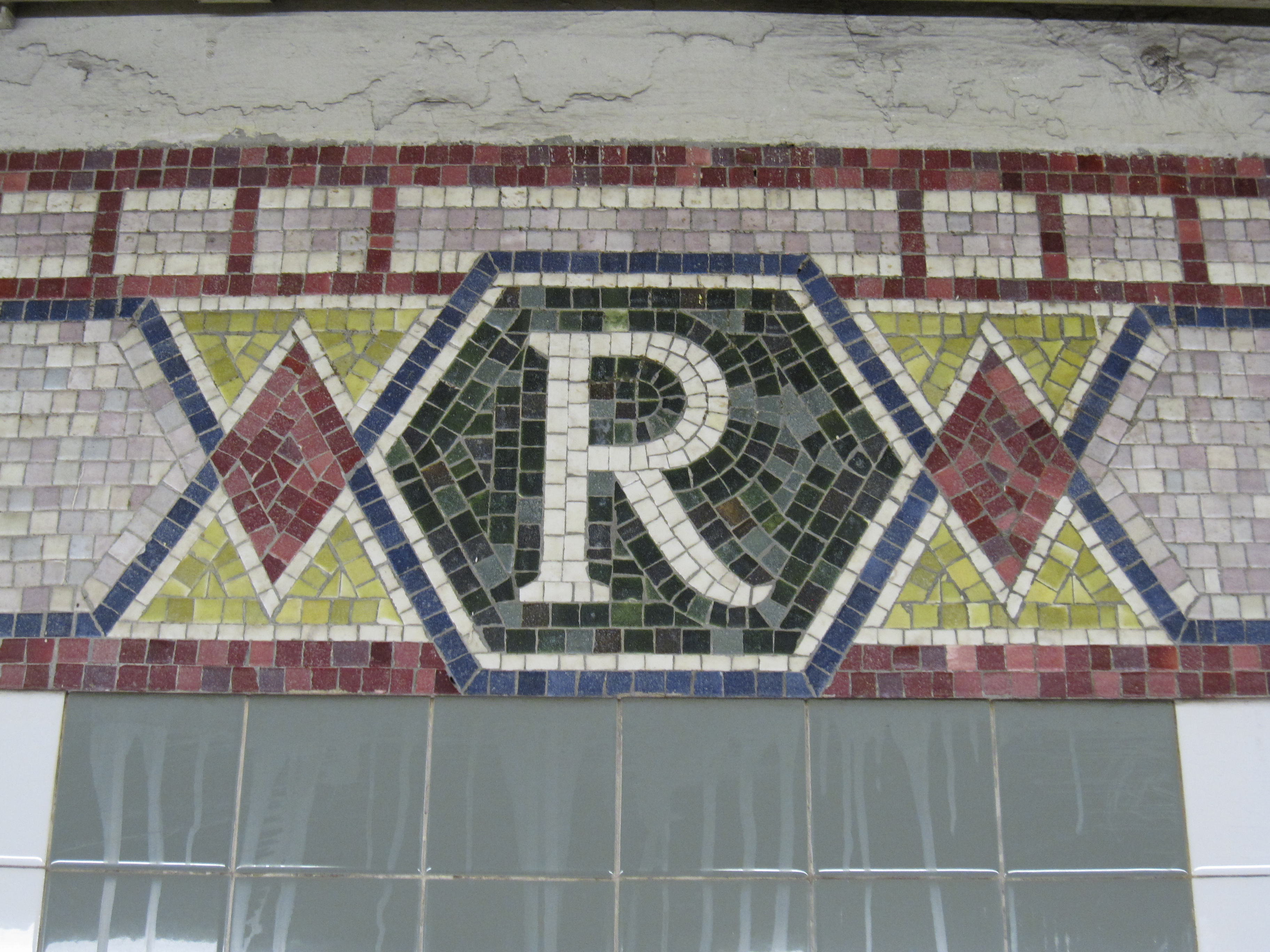
문자 "R"이 있는 벽 모자이크 중 하나

1964년 8월 9일 뉴욕시 교통국(NYCTA)은 렉터가에서 34번가-펜역까지의 역과 센트럴 파크 노스-110번가역에서 역의 승강장을 연장하는 760만 달러 계약을 발표했다. 이 연장으로 레녹스 애비뉴선의 145번가까지 급행열차를 9량에서 10량으로 늘리고 완행열차를 8량에서 10량으로 늘린다. 이 프로젝트가 완료되면 10량 열차를 수용할 수 있도록 IRT역을 연장하는 NYCTA 프로젝트가 완료된다.
2001년 9월 11일 테러 이후 코틀랜드 스트리트역 주변의 지하철 터널이 붕괴되어 노선이 일시적으로 폐쇄되었다. 세계무역센터 부지의 575 피트 (175 m)의 완전히 파괴된 터널과 선로를 포함하여 약 1,000 피트 (300 m)의 터널과 선로가 완전히 재건되었다. 2002년 9월 15일에 재개장했으며, 그 사이에 역이 보수되었다.
허리케인 샌디로 인한 사우스 페리의 침수 피해로 인해 2012년 10월부터  전 사우스 페리 루프 터미널역이 재개장한 2013년 4월 4일까지 이 역에서 1 열차 전체가 시·종착했다.

## 역 구조
| G        | 거리층        | 출구                                                          |
| P 승강장 | 상대식 승강장 | 상대식 승강장                                                 |
| P 승강장 | 북행          | ← 밴코틀랜드 파크-242번가 방면 (WTC 코틀랜드)                 |
| P 승강장 | 남행          | → 사우스 페리 방면 (시·종착역) → → 운행없음: 사우스 페리 루프 |
| P 승강장 | 상대식 승강장 |                                                               |

이 지하역에는 2면 2선의 상대식 승강장이 있다. 1 열차가 전시간 여기에 정차한다.
각 승강장에는 모자이크 트림 라인과 녹색과 갈색 중심으로 이루어진 역명판이 있다.  타일은 "R" 태블릿 아래에 밝은 녹색으로 칠해져 있다.

### 출구

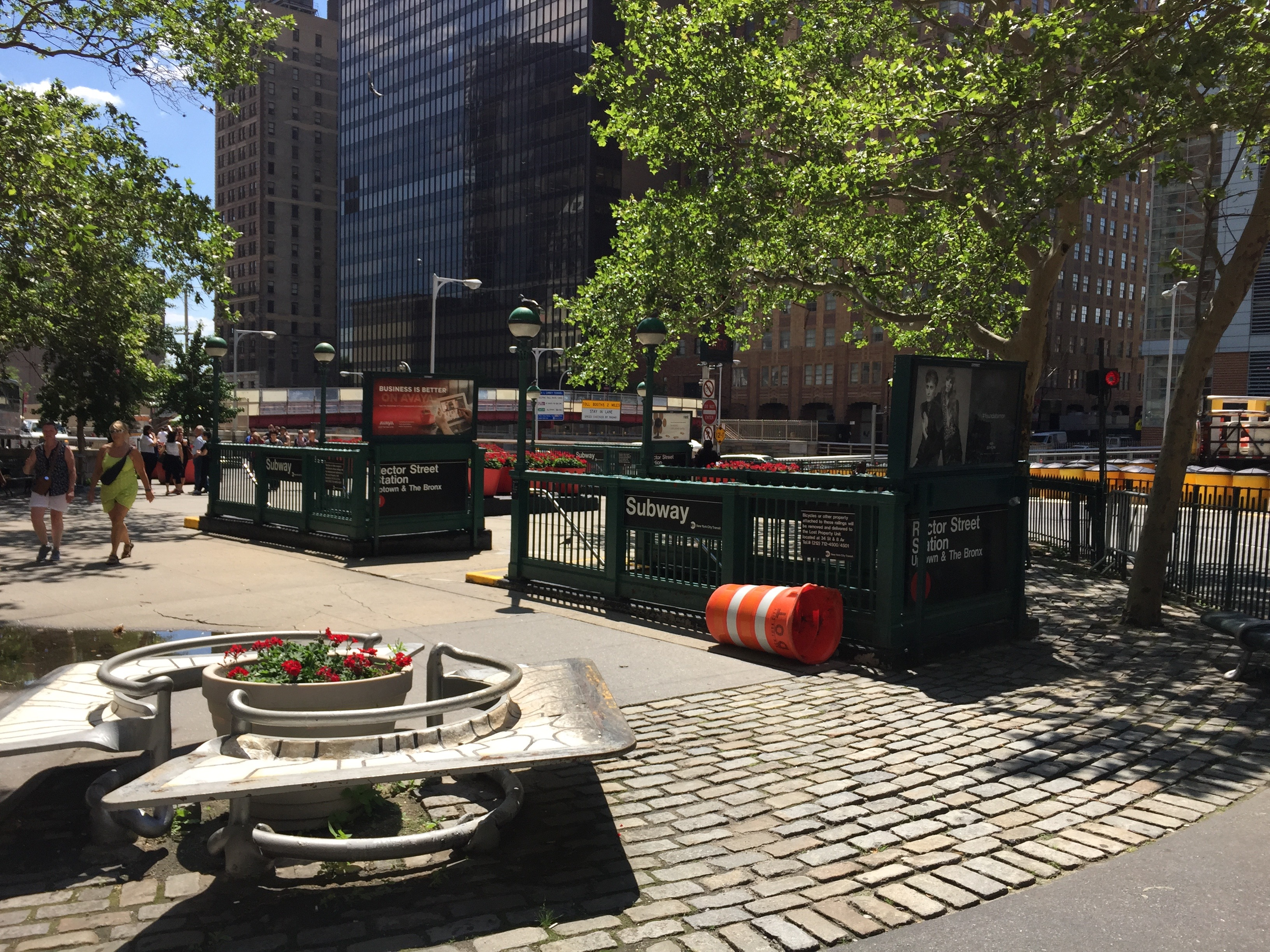
에드거가의 북쪽 입구

이 역은 세 장소에 다섯 개의 운임 관리 구역이 있다. 상행과 하행간의 횡단통로는 없다. 하행 승강장 북쪽 끝에는 승강장에 직접 이어지는 두 개의 전체높이 입구용 개찰구에서 이어진 그리니치가와 렉터가의 북서쪽 모퉁이로 올라가는 하나의 거리 계단으로 이어지는 두 개의 전체높이 출입겸용 개찰구가 있다. 상행 승강장의 북쪽 끝에는 하나의 계단이 작은 대합실로 연결된다. 개찰구 뱅크와 토큰 부스, 그리고 렉터가,그리니치가의 북쪽 모퉁이로 이어지는 1개의 거리 계단이 있다. 상행 승강장의 북쪽 끝에는 1931년에 개장한 그리니치가 88번지 지하로 나가는 출구가 있었다. 그리니치가 88번지로 가는 출구는 1941년에 폐쇄되었다.
하행 승강장 중간에는 두 개의 계단이 있어, 출구 전용 개찰구가 하나 있는 작은 중간층까지 이어져 렉터가,에드거가 사이에 있는 그리니치가의 중간 블록으로 올라가는 계단으로 이어진다.
하행 승강장의 남쪽 끝에는 엘리자베스 H. 버거 플라자로 올라가는 단일 계단으로 이어지는 HEET 개찰구가 있으며, 브루클린-배터리 터널 기슭에서 그리니치가가 끝나는 에드거가의 바로 남쪽에 있다. 이 구역에서 바로 건너편에는 상행 승강장에 있는 HEET 개찰구 두 개로 이어지는 두 개의 거리 계단이 있다. 이 출구는 BMT 브로드웨이선에 속한 별도의 렉터 스트리트역 입구 바로 맞은편에 있다.